# فردریک پل هاینز
فردریک پل هاینز (انگلیسی: Frederick Haines؛ ۱۰ اوت ۱۸۱۹ – ۱۱ ژوئن ۱۹۰۹) فرد نظامی اهل پادشاهی متحد بریتانیای کبیر و ایرلند بود. وی همچنین برندهٔ جوایزی همچون نشان حمام شده‌است.